# Alberto Bilà
Alberto Bilà (Roma, 1º luglio 1964) è un giornalista e conduttore televisivo italiano.

## Biografia
Nasce a Roma ma è di origini siciliane. Laureato in Giurisprudenza, inizia la carriera televisiva alla Rai, dove dal 1985 è programmista regista su Rai 1 nei programmi Italia mia (con Diego Abatantuono e Maria Teresa Ruta) e Parola mia (con Luciano Rispoli), e diventa curatore di Atlante (programma di geopolitica con Anna Carlucci e Brando Quilici). Nel 1991 approda come giornalista a TMC News, il telegiornale di Telemontecarlo di cui conduce le principali edizioni, realizzando servizi e speciali nelle redazioni di cronaca ed esteri.
Nel 1995 passa a Fininvest: al TG5 è prima alla conduzione del TG di mezza sera, poi caposervizio esteri e vicecaporedattore della cronaca. Inviato in Medio Oriente, Stati Uniti, Gran Bretagna, Francia, Germania, India, Nepal, copre alcuni dei principali avvenimenti di cronaca e politica internazionale, dall'assalto all'ambasciata giapponese a Lima ai funerali di Lady Diana. In Albania è vittima di un sequestro-lampo nel 1999 da parte dei ribelli dell'UCK teso a ottenere il trasporto urgente in Italia di alcuni feriti in un conflitto a fuoco. Inaugura come conduttore l'edizione del TG5 di Mezza Sera.
Dal 1997 al 2000 conduce il TG5 Mattina. Poi approda all'edizione delle 13:00 in coppia con Paola Rivetta e poi ancora all'edizione delle 20:00. Nell'estate del 2001 conduce Verissimo vacanze su Canale 5 con Rosa Teruzzi. Diventa poi caporedattore all'ufficio centrale del TG5. Nel 2013 ha condotto Italia domanda in prima serata su Canale 5. Dal 3 luglio 2017 al dicembre 2022 ha ricondotto l'edizione delle 13 e dallo stesso dicembre riconduce quella delle 20:00, dopo averla già condotta dal 2005 al 2017.